# Lourenço António de Carvalho
Lourenço António de Carvalho (Lisboa, Santa Isabel, 27 de fevereiro de 1837 — 3 de outubro de 1890) foi Ministro das Obras Públicas, Comércio e Indústria.